# Commodore SX-64
Commodore SX-64 er en transportabel computer, stort set kompatibel med den i 1980'erne meget udbredte hjemmecomputer Commodore 64. Den er bygget sammen med en 5-tommers farveskærm og et internt Commodore 1541 diskettedrev, altsammen i et temmelig solidt kabinet der alt i alt vejer 10,5 kg og er på størrelse med en lille kuffert. Når maskinen er i brug, fungerer dens kraftige håndtag som et justerbart "støtteben", og på indersiden af kabinettets "låg" findes tastaturet. Der er ikke noget batteri i kabinettet, så for at bruge maskinen, er man afhængig af at være i nærheden af en stikkontakt. Commodore SX-64 udmærker sig ved at være den første transportable computer med farveskærm.

## Historie
SX-64 er blot en af et antal transportable, Commodore 64-kompatible maskiner som Commodore lancerede og viste prototyper af i 1983. En anden model, kaldet DX-64 og udstyret med to diskettedrev, og en model SX-100 med sort/hvid monitor, blev også præsenteret: Der findes nogle ganske få eksemplarer af DX-64, men SX-100 blev aldrig nogensinde markedsført af Commodore.[kilde mangler]
Selv om SX-64'erens hardware var næsten identisk med den enormt populære Commodore 64, nød den slet ikke samme popularitet – mens Commodore 64 blev solgt i forsigtigt anslået 17 mio. eksemplarer, blev der fra juni 1983 til november 1984 fremstillet ca. 90.000 styks SX-64.[kilde mangler] Dette tilskrives forskellige årsager, heriblandt SX-64'erens lille skærm, store vægt, markedsføringen og det faktum at andre, tilsvarende transportable maskiner (f.eks. Osborne 1 og Compaq Portable) var kompatible med langt flere forretnings-orienterede computerprogrammer end hvad der var tilgængeligt for 64-maskinerne.[kilde mangler]
En del potentielle købere gav sig til at vente på den annoncerede model DX-64, som dog på grund af det sløje salg af SX-64'ere kun blev fremstillet i et forsvindende lille antal.[kilde mangler]

## Kompatibilitet med Commodore 64
En SX-64 svarer til en Commodore 64 med tilsluttet skærm og 1541-diskettedrev, og den kan køre langt det meste af det software der er lavet til Commodore 64 på enten disketter eller som indstiksmodul (såkaldte cartridges). Dog er der nogle små forskelle der kunne skabe problemer for et fåtal af programmer.
- SX-64 kan ikke forbindes til den såkaldte datassette; en speciel kassettebåndoptager hvormed en Commodore 64 kunne gemme og hente programmer og data på/fra almindelige kassettebånd. Som en følge heraf fik SX-64'eren en ændret ROM, som ikke "kendte til" datassette-kassettestationer.
- Mens Commodore 64 var beregnet til at bruge et almindeligt TV som skærm, havde SX-64 sin egen interne skærm, og derfor var den ikke forsynet med Commodore 64'erens TV-modulator. Som med Commodore 64 kan man slutte en ekstern monitor til SX-64, mens et almindeligt TV uden en særlig indgang for ikke-modulerede videosignaler ikke kan bruges sammen med SX-64.
- SX-64'erens tastatur er "i løs vægt" (modsat Commodore 64 hvor det er bygget sammen med "resten" af hardwaren). Derfor har SX-64 en ekstra port som med et specielt kabel forbinder den med tastaturet. Selv om stikkene på dette kabel ligner standard, 25-polede Sub-D-stik, passer afstanden mellem de to ben-rækker ikke til sub-D-standarden. Denne brug af "specielle" stik er i øvrigt kendetegnende for meget Commodore-udstyr.
- SX-64 kan bruge de samme cartridges der blev lavet til Commodore 64. Men hvor man på en Commodore 64 stak disse vandret ind bag i maskinen, sad cartridge-porten på en SX-64 i kabinettets overside, og var forbundet med et stykke fladkabel til elektronikken inden i. Visse cartridges arbejder med så hurtige signaler, at dette fladkabel voldte problemer. Dertil har visse brugere af SX-64'ere oplevet diverse mekaniske svagheder ved den måde, porten er lavet på denne maskine.